# Phillip Cocu
Phillip Cocu, född 29 oktober 1970 i Eindhoven, är en nederländsk fotbollsspelare som slutade spela i klubblag 2008, då han var medlem av PSV Eindhoven. Han slutade i nederländska fotbollslandslaget efter världsmästerskapet i fotboll 2006.
Cocu har avancerat till en av Nederländernas bästa mittfältare och han var först assisterande tränare från säsongen 2012 men är sedan 2014 tränare för PSV Eindhovens A-lag sedan den förra tränaren fått sparken.

## Meriter
- VM i fotboll: 1998
- EM i fotboll: 1996, 2000, 2004
  - EM-semifinal 2000, 2004